# 风成地貌
风成地貌是指风对地球表面的吹蚀、搬运和堆积作用形成的地貌。可分为风蚀地貌（如风蚀洼地等）和风积地貌（如沙丘等）。主要分布于气候干燥的地区。风成地貌并非地球上独有的，在其他行星（如火星）上也观察到了着这种地貌形态。

## 分布区域

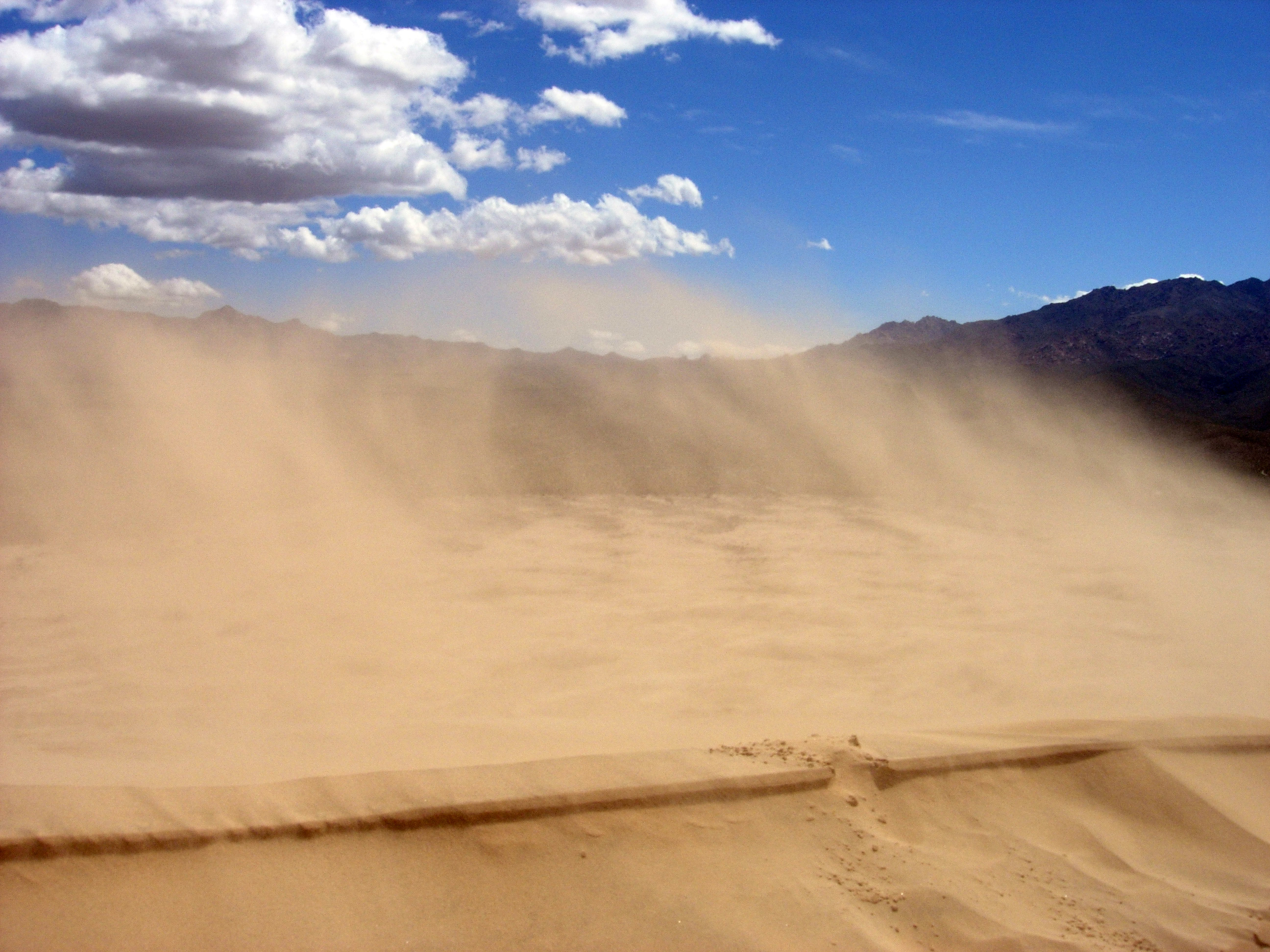
美国加利福尼亚州莫哈韦沙漠内的沙丘。

风成地貌主要分布在干旱气候区，即副热带高压带附近（南纬15 °～北纬35 °）和温带内陆地区（北纬35 °～50 °）。前者如北非撒哈拉沙漠和西南亚的阿拉伯沙漠等，后者如中亚地区、中国西北部及美国西部等。这些地区降水稀少，地表植物极其稀疏，岩石的物理风化强烈，沙质地表裸露，风力大而频繁，所以是风成地貌地主要分布地区。

## 形成
风是空气流动的一种形式，它所具有的动力成为风力，这种力就是风成地貌形成的主要地质营力。当风扬起地面的沙粒并使其随风而动时，便形成了风沙流。风沙流通过对地面的侵蚀、搬运和堆积便形成了风成地貌。